# Costus
- Commons
- Wikispecies

Costus L. é um gênero botânico da família Costaceae. São plantas tropicais perenes.
São frequentemente diferenciados das plantas do gênero Zingiber pelo crescimento espiralar de suas hastes.

## Sinonímia
- Cadalvena Fenzl
- Banksea J. Koenig

## Espécies
| - Costus arabicus L. - Costus barbatus Suess. - Costus chartaceus Maas - Costus claviger Benoist - Costus deistellii K.Schum. - Costus erythrothyrsus Loes. - Costus guanaiensis Rusby - Costus lasius Loes. | - Costus lucanusianus J.Braun & K.Schum. - Costus malortieanus H.Wendl. - Costus scaber Ruiz & Pav. - Costus spicatus (Jacq.) Sw. - Costus spiralis (Jacq.) Roscoe - Costus spiralis var. spiralis - Costus spiralis var. villosus Maas - Costus villosissimusJacq. |

- Lista completa

## Classificação do gênero
| Sistema | Classificação                     | Referência               |
| ------- | --------------------------------- | ------------------------ |
| Linné   | Classe Monandria, ordem Monogynia | Species plantarum (1753) |